# كلب سوليموف
تمّ تهجين بنات آوى الذهبية مع كلاب الهسكي السيبيرية في روسيا لتنتج هجينا يعرف باسم "كلاب سوليموف"، ويعتبر هذا الهجين من الكلاب المقتفية حيث يتميز بحاسة شم قوية. وكان الدافع وراء إنشاء هذه السلالة من الكلاب المستأنسة الحصول على نوع يتميز بحدة حاسة الشم الخاصة بابن آوى والوفاء والإخلاص الخاص بالهسكي، ولمّا كان ابن آوى قليل الثقة بالبشر ويكره المناخ الشديد البرودة مثل مناخ سيبيريا، كان من الصعب تدجينه وكان بالتالي من الضروري تهجينه مع كلاب الهسكي. تتميز كلاب سوليموف أيضا بالإضافة لحاسة شمها القوية جدا بحجمها الصغير الذي يمنحها القدرة على العمل في الأماكن الضيقة، ويقول الباحث الذي أنشأ هذه السلالة، كليم سوليموف، والذي يعمل في مؤسسة البحوث العلمية لحماية الإرث الحضاري والبيئة في روسيا، بأن هذه الكلاب تجمع مميزات كلاب الرنة الراعية والتي تستطيع أن تعمل في حرارة تصل إلى - 70° على مقياس سيلزيوس (- 95° فهرنهايت)، ومميزات بنات آوى الذهبية التي تتحمل حرارة تصل إلى + 40° سيلزيوس (+ 105° فهرنهايت). بدأ العمل في برنامج هجين ابن آوى عام 1975، ويوجد حاليا 25 حيواناً تعمل في أقسام الشرطة، إلا أنه لم يتم تسجيل هذه السلالة كسلالة كلاب عاملة بصورة رسمية بعد.